# La Trêve
La Trêve (Predefinição:Lang-eng, "The Truce") é uma série de televisão de drama criminal belga (falada em francês), produzida por Anthony Rey e dirigida por Matthieu Donck.. Estreou no La Une de RTF em 21 de fevereiro de 2016, em France 2 em 29 de agosto de 2016, e na Netflix nos Estados Unidos, Reino Unido e Canadá em 21 de dezembro de 2016.
A 2ª Temporada estreou na Bélgica em 11 de novembro de 2018. Em 9 de fevereiro de 2019, foi lançada na Netflix nos Estados Unidos e em muitos outros países.

## Sinopse
O detetive de polícia Yoann Peeters muda-se de Bruxelas com sua filha, Camille, para sua cidade natal, onde o corpo de um jovem jogador Africano de Futebol que foi retirado do rio. A morte é originalmente pensada para ser um suicídio, mas Peeters suspeita de assassinato.

## Elenco
- Yoann Blanc como Detetive Yoann Peeters
- Guillaume Kerbush como o inspetor de polícia Sébastian Drummer
- Sophie Breyer como Camille Peeters, filha de Yoann
- Jérémy Zagba como Driss Assani, jogador de futebol
- Anne Coesens como Inès Buisson
- Jean-Henri Compère como Rudy Geeraerts
- Catherine Salée como Brigitte Fischer
- Sophie Maréchal como Zoé Fischer
- Thomas Mustin como Kevin Fischer
- Jasmina Douieb como a psiquitra
- Lara Hubinont como Marjorie
- Tom Audenaert como René Verselt
- Vincent Grass como Lucien Rabet

## Produção
La Trêve é produzida pela Helicotronc, em co-produção com RTBF e Proximus. Recebeu 1,18 milhões de euros (1,5 milhões de dólares) do novo fundo federado da Federação de Bruxelas Wallonie - Fundo RTBF para as séries belgas e do fundo económico regional Wallimage Bruxellimage. A série é filmada nas Ardenas. É o primeiro drama criminal televisivo belga em língua francesa.

## Lançamento
La Trêve estreou em 21 de fevereiro de 2016 La Une de RTBF, e recebeu uma audiência média de 22,5 %.

## Música
A música "The Man Who Owns The Place" da banda belga Balthazar toca durante os créditos de abertura de cada episódio.
A partitura original composta por Eloi Ragot está disponível em plataformas digitais.

### Distribuição internacional
- Belgium (Flemish): Canvas – 8 October 2016
- France: France 2 – 29 August 2016[8]
- Switzerland: RTS – 22 June 2016
- United States /  United Kingdom /  Canada: Netflix – 21 December 2016

## References
1. ↑  «100% belge, 100% intense: " La Trêve " débarque ce dimanche à 20h50 La Une !» (em francês). RTBF. 1 de fevereiro de 2016. Consultado em 13 de janeiro de 2017
2. 1 2  Mayorga, Emilio (19 de abril de 2016). «Series Mania: Q&A With Matthieu Donck, Anthony Rey, 'The Break' Director and Producer». Variety. Consultado em 13 de janeiro de 2017
3. ↑  Biermé, Maxime (21 de dezembro de 2016). «"La Trêve" débarque sur Netflix et devient "The Break"». Le Soir. Consultado em 13 de janeiro de 2017
4. ↑  «The Break season 2 (2018) – Review | Netflix series». Heaven of Horror (em inglês). 12 de fevereiro de 2019. Consultado em 13 de fevereiro de 2019
5. ↑  Adams, Thelma (6 de janeiro de 2017). «Do You Have the Guts for These Hard-Boiled Netflix Mysteries?». Observer. Consultado em 13 de janeiro de 2017
6. 1 2  Hopewell, John (16 de abril de 2016). «Belgium Noir Hit 'The Break' Rolls Out First Sales». Variety. Consultado em 13 de janeiro de 2017
7. ↑  «"La Trêve": en Flandre et en Suisse en plus de la France». Lavenir (em francês). 7 de abril de 2016. Consultado em 13 de janeiro de 2017
8. ↑  «"La Trêve" débarque ce soir sur France 2». OZAP (em francês). 29 de agosto de 2016. Consultado em 13 de janeiro de 2017